# Преследуемый (фильм)
«Преследуемый» (англ. Persecuted) — драматический фильм 2014 года режиссёра Дэниэла Луско.

## Сюжет
Бывший наркозависимый и ведущий евангелист США Джон Лютер (Джеймс Ремар) выступает против сенатора Дональда Гаррисона (Брюс Дэвисон), защищающего принятие «Акта о вере и справедливости», который будет гарантировать равное отношение и признание для всех систем убеждений, не позволяя христианам утверждать, что правда только на их стороне. Гаррисон говорит, что США «больше не являются христианской страной — в самом деле, и никогда не были ей», но Лютер продолжает проповедовать свою убежденность в том, что «только Слово Божье может принести мир». Чтобы уничтожить авторитет Лютера и обеспечить принятие законопроекта, сторонники Гаррисона и приспешники президента (Джеймс Хиггинс) убивают проститутку, развязывая государственную кампанию по преследованию священника. Лютер бросается в бега и обращается за помощью к своему отцу Чарльзу (Фред Томпсон). Он объявляет о засилии «мощного политического движения, основанного на обмане», и пытается связаться с женой Джона (Натали Грант), отчаянно цепляющейся за свою веру в невиновность мужа и отбивающуюся от домогательств пастора Райана Морриса (Брэд Стайн), соперника Лютера за паству, находящегося в восторге от налоговых льгот от нового законопроекта. Лютер, вооруженный четками и пистолетом, понимая, что всё кончится насилием, вынужден взять дело в свои руки.

## В ролях
| Актёр           | Роль                |
| --------------- | ------------------- |
| Джеймс Ремар    | Джон Лютер          |
| Брюс Дэвисон    | Дональд Гаррисон    |
| Дин Стоквелл    | Дэйв Уилсон         |
| Рауль Трухильо  | Мистер Грей         |
| Фред Томпсон    | отец Чарльз Лютер   |
| Натали Грант    | Моника Лютер        |
| Гретчен Карлсон | Диана Лукас         |
| Брэд Стайн      | пастор Райан Моррис |

## Производство и прокат
Съемки фильма проходили в 2013 году в Альбукерке, штат Нью-Мексико. После окончания съёмок премьерные показы фильма с участием некоторых членов Конгресса состоялись в феврале на съезде организации National Religious Broadcasters в Нашвилле, штат Теннесси, и марте 2014 года на конференции консервативных политических действий в Вашингтоне, округ Колумбия. В широкий прокат фильм вышел 9 мая 2014 года.

## Критика
На создание фильма «Преследуемый» меня вдохновил Святой Дух — я проснулся утром, и он был там. Правительство пытается взять под контроль всё, в том числе сам источник, который дал нашей стране её основу, то есть Библейскую истину.
Дэниэл Луско о фильме
Картина «Преследуемый» была названа критиками одним из худших фильмов 2014 года, а некоторыми даже «совершенно ужасным». На сайте «Rotten Tomatoes» его рейтинг составил 2,5 из 10 баллов () на основе 13 обзоров, а на сайте «Metacritic» — 3,2 из 10 () на основе 11 рецензий с выводом «подавляющая неприязнь». Противниками правого движения в США фильм был расценен как «триллер о религиозной свободе в Америке, уничтожаемой зловещими силами освобождения, равенства и религиозного плюрализма», ставший «ещё оружием в арсенале машины правых СМИ, направленной на продвижение идеологии того, что Америка назначена Богом быть христианской страной, и что федеральное правительство, силы плюрализма и „политкорректности“ являются агентами тирании, вынуждающих христиан подчиниться их воле».
Кайл Смит из «New York Post» отметил, что «неисповедимы пути Господни, но „Преследуемый“ явно пошёл на неловкий, очевидный путь, напрягая тему атаки на христианство через вялый триллер». Нил Гензлингер из «New York Times» сказал, что «это ужасная попытка создания политического триллера о религиозном праве направлена не на христиан в целом, но на определенную породу из них, которые чувствуют себя так, как если бы остальной мир занимался гигантским заговором против их интерпретации добра и истины». Джастин Чанг из «Variety» сказал, что «через четыре месяца после изображения в фильме „Бог не умер“ американских научных кругов как бурлящего очага либерального атеизма, приходит „Преследуемый“ — христианско-тематический приключенческий триллер, сконцентрированный на разоблачениях коварной многоконфессиональной повестки дня правительства. Фильм о соломенном человеке не становится более нелепым, чем эта глупая и тяжелая на руку драма о бескомпромиссном проповеднике, являющимся целью различных недобросовестных политиков и коррумпированных религиозных лидеров, все из которых работают на размывание Евангелия для своей злой прибыли», но «не берите в голову, что драматические ставки чувствуются смехотворно сфальсифицированными, специфические антагонисты плохо определены, весь фильм создан в атмосфере контекстно-свободной паранойи. Если есть причина, почему „Преследуемый“ настолько неубедителен, то это потому, что это произведение чувства, не предполагающее того, что свою аудиторию надо убеждать в чём-либо», однако «главный герой Джеймс Ремар, достоверно задумчивый ветеран фильмов категории B, заслуживает лучшей роли, чем которую он получил здесь. Но, безусловно, у зрителей не будет оргазма без выстрелов из ружья с четками, сжимаемыми в кровавом кулаке — изображения, которым удается быть одновременно смешными и ужасающими, и читаемыми, только как подстрекательство к насилию именем Господа. В то время, когда мир предлагает нам немало примеров того, как фактически выглядят религиозные преследования, для фильма, предающемуся своей конкретной марке правоты, это не просто невежественность или грубая небрежность; это акт презренной безответственности».
Кристи Лемир на сайте известного критика Роджера Эберта отметила, что в этом фильме «определенно есть про-христианская перспектива и направленность на консервативных зрителей», но «идеология, движущая фильмом — параноидальный триллер — делает сюжет немного неуловимым». Томас Хакард из «Slant Magazine» сравнил этот фильм с сериалом «Карточный домик», из-за «подражания его зловещему саундтреку и склонности к покадровым выстрелам на фоне городского пейзажа», однако данный фильм представляет собой «спекулятивный вымысел», но «не совсем являющийся работой пропаганды. Там нет попытки убедить нас, что мир в настоящее время поврежден людьми, которые не приняли Евангелие; он просто предполагает, что мы согласны с этой идеей. И потому, что он предназначен до такой аудитории, фильм не приукрашивает более ненавистнические аспекты христианско-фундаменталистского мировоззрения, аккуратно показанные, когда отец Лютера делит американцев на две группы: тех, кто принимает истину христианства, и тех, кто верит в ничто. С последними, казалось, можно мириться, пока они не поставят под угрозу превосходство этой христианской истины, и в этот момент Лютер выходит с ружьем и четками на борьбу за верховенство своих убеждений. И, в свою очередь, многие в аудитории могут начать молиться, но, на самом деле, все это только спекулятивный вымысел. Потому что фильм показывает нам фактическое видение того, как некоторые люди смотрят на мир, и это ужасно и страшно». Сара Познер из Politico отметила, что фильм «рассчитан заработать на консервативных требованиях, против тиранического правительства, затрагивающего их религиозную свободу», изобилуя «неуклюжим символизмом» и «сюжетными поворотами, варьирующихся от необъяснимого неправдоподобия».